# هدیه نیکلاس
 هدیه نیکلاس (به انگلیسی: Nicholas' Gift) یک فیلم درام محصول سال ۱۹۹۸ آمریکا ساخته شده برای تلویزیون با بازی جیمی لی کرتیس و آلن بیتس به کارگردانی رابرت مارکوویتز است. کرتیس برای بازی در این فیلم نامزد دریافت جایزه امی شد.

## طرح
این فیلم براساس واقعیت و مبتنی بر کتاب درامی در مورد یک زوج آمریکایی است که در سال ۱۹۹۴ برای تعطیلات به ایتالیا می‌روند و با دو فرزند خود مورد حمله و شلیک گلوله توسط راهزنان در بزرگراه قرار می‌گیرند. در مدت کوتاهی آنها متوجه می‌شوند که پسرشان (به نام نیکلاس گرین) دچار مرگ مغزی شده است. پدر و مادر در مواجهه با یک تصمیم‌گیری سخت اندام‌های پسرشان را اهدا می‌کنند و در نهایت منجر به نجات جان هفت بیمار ایتالیایی می‌شوند.

## بازیگران
- جیمی لی کورتیس به عنوان مگی گرین
- آلن بیتس به عنوان رج گرین
- هلی آیزنبرگ به عنوان النور
- ژن وکسلر به نیکلاس گرین
- ایزابلا فراری به عنوان آلساندرا
- روبرتو بیزاکو

## در ایران
این فیلم در سال ۱۳۷۸ با مدیریت بهرام زند به زیان فارسی دوبله و بارها از تلویزیون ایران پخش شد.